# Tweim, Idlib
Tweim, Idlib (tiếng Ả Rập: التويم) là một ngôi làng Syria nằm ở Abu al-Duhur Nahiyah ở huyện Idlib, Idlib. Theo Cục Thống kê Trung ương Syria (CBS), Tweim, Idlib có dân số là 183 người trong cuộc điều tra dân số năm 2004.